# Resende (Portugal)
Resende é uma vila portuguesa do Distrito de Viseu que integra a sub-região do Tâmega e Sousa, e, por isso, a região do Norte. Tem uma área urbana de 11,99 km2, 3 076 habitantes em 2021 e uma densidade populacional de 257 habitantes por km2. 
É sede do município de Resende que tem uma área total de 123,35 km2, 10 051 habitantes em 2021 e, assim, uma densidade populacional de 82 hab./km2, estando subdividido em 11 freguesias. O município é limitado a norte pelos municípios de Baião e Mesão Frio, a leste por Lamego, a sul por Castro Daire e a oeste por Cinfães.

## Freguesias

Mapa com as freguesias do município de Resende.

O município de Resende está dividido atualmente em onze freguesias:
- Anreade e São Romão de Aregos
- Barrô
- Cárquere
- Felgueiras e Feirão
- Freigil e Miomães
- Ovadas e Panchorra
- Paus
- Resende
- São Cipriano
- São João de Fontoura
- São Martinho de Mouros

## Património edificado
- Castelo de São Martinho de Mouros
- Conjunto Megalítico de Felgueiras
- Mosteiro de Santa Maria de Cárquere
- Igreja de São Martinho de Mouros

## Personalidades notáveis
- Edgar Cardoso
- Gonçalo Pires Bandeira
- Manuel Borges Carneiro
- Nel Monteiro

## Evolução da população no município
Os recenseamentos gerais da população portuguesa tiveram lugar a partir de 1864, regendo-se pelas orientações do Congresso Internacional de Estatística de Bruxelas de 1853. Encontram-se disponíveis para consulta no site do Instituto Nacional de Estatística (INE). 
(Obs.: Número de habitantes "residentes", ou seja, que tinham a residência oficial neste concelho à data em que os censos  se realizaram.)
| Número de habitantes por grupo etário | Número de habitantes por grupo etário | Número de habitantes por grupo etário | Número de habitantes por grupo etário | Número de habitantes por grupo etário | Número de habitantes por grupo etário | Número de habitantes por grupo etário | Número de habitantes por grupo etário | Número de habitantes por grupo etário | Número de habitantes por grupo etário | Número de habitantes por grupo etário | Número de habitantes por grupo etário | Número de habitantes por grupo etário | Número de habitantes por grupo etário |
| ------------------------------------- | ------------------------------------- | ------------------------------------- | ------------------------------------- | ------------------------------------- | ------------------------------------- | ------------------------------------- | ------------------------------------- | ------------------------------------- | ------------------------------------- | ------------------------------------- | ------------------------------------- | ------------------------------------- | ------------------------------------- |
|                                       | 1900                                  | 1911                                  | 1920                                  | 1930                                  | 1940                                  | 1950                                  | 1960                                  | 1970                                  | 1981                                  | 1991                                  | 2001                                  | 2011                                  | 2021                                  |
| 0-14 Anos                             | 6 703                                 | 7 049                                 | 6 886                                 | 7 647                                 | 8 153                                 | 7 105                                 | 6 802                                 | 5 100                                 | 4 650                                 | 3 039                                 | 2 210                                 | 1 703                                 | 1 110                                 |
| 15-24 Anos                            | 3 398                                 | 3 728                                 | 4 168                                 | 4 063                                 | 3 934                                 | 3 939                                 | 3 290                                 | 2 475                                 | 2 679                                 | 2 500                                 | 1 797                                 | 1 399                                 | 1 052                                 |
| 25-64 Anos                            | 7 829                                 | 8 021                                 | 8 503                                 | 8 579                                 | 8 827                                 | 8 815                                 | 8 300                                 | 6 750                                 | 5 948                                 | 5 815                                 | 5 844                                 | 5 823                                 | 5 332                                 |
| = ou > 65 Anos                        | 1 123                                 | 1 415                                 | 1 335                                 | 1 290                                 | 1 533                                 | 1 529                                 | 1 834                                 | 1 740                                 | 2 079                                 | 2 321                                 | 2 519                                 | 2 439                                 | 2 557                                 |

(Obs: De 1900 a 1950 os dados referem-se à população "de facto", ou seja, que estava presente no concelho à data em que os censos se realizaram. Daí que se registem algumas diferenças relativamente à designada população residente)

## Política

### Eleições autárquicas[7]
| Data | %       | V       | %     | V     | %       | V       | %            | V            | %              | V       | %              | V   | Participação   |                |
| Data | PPD/PSD | PPD/PSD | PS    | PS    | CDS-PP  | CDS-PP  | FEPU/APU/CDU | FEPU/APU/CDU | PSD-CDS        | PSD-CDS | MPT            | MPT | Participação   |                |
| ---- | ------- | ------- | ----- | ----- | ------- | ------- | ------------ | ------------ | -------------- | ------- | -------------- | --- | -------------- | -------------- |
| Data | 1976    | 39,36   | 2     | 35,21 | 2       | 15,23   | 1            | 3,62         | -              |         |                |     |                | 59,75 / 100,00 |
| 1979 | 66,47   | 4       | 19,33 | 1     | 6,96    | -       | 2,60         | -            | 68,09 / 100,00 |         |                |     |                |                |
| 1982 | 64,49   | 5       | 12,43 | 1     | 14,14   | 1       | 3,52         | -            | 64,17 / 100,00 |         |                |     |                |                |
| 1985 | 63,96   | 6       | 10,62 | -     | 19,20   | 1       | 2,10         | -            | 64,64 / 100,00 |         |                |     |                |                |
| 1989 | 69,17   | 6       | 17,08 | 1     | 7,78    | -       | 1,74         | -            | 60,16 / 100,00 |         |                |     |                |                |
| 1993 | 52,48   | 4       | 36,77 | 3     | 5,20    | -       | 2,21         | -            | 64,45 / 100,00 |         |                |     |                |                |
| 1997 | 51,26   | 4       | 42,52 | 3     | 2,59    | -       | 0,86         | -            | 72,05 / 100,00 |         |                |     |                |                |
| 2001 | 39,25   | 3       | 56,97 | 4     |         |         | 0,90         | -            | 74,62 / 100,00 |         |                |     |                |                |
| 2005 | CDS-PP  | CDS-PP  | 65,15 | 5     | PPD/PSD | PPD/PSD | 1,73         | -            | 29,71          | 2       | 73,25 / 100,00 |     |                |                |
| 2009 | 26,46   | 2       | 68,97 | 5     |         |         | 2,13         | -            |                |         | 71,90 / 100,00 |     |                |                |
| 2013 | CDS-PP  | CDS-PP  | 50,71 | 4     | PPD/PSD | PPD/PSD | 1,08         | -            | 41,41          | 3       | 3,04           | -   | 68,88 / 100,00 |                |
| 2017 | 42,02   | 3       | 47,42 | 4     | 6,73    | -       | 0,71         | -            |                |         |                |     | 72,92 / 100,00 |                |
| 2021 | 47,09   | 3       | 49,01 | 4     |         |         | 0,91         | -            | 73,44 / 100,00 |         |                |     |                |                |

### Eleições legislativas
| Data | %     | %     | %     | %     | %     | %     | %        | %     | %    | %     | %    | %   | %       | % | %  | %  |  |
| Data | PSD   | PS    | CDS   | PCP   | UDP   | AD    | APU/ CDU | FRS   | PRD  | PSN   | BE   | PAN | PSD CDS | L | CH | IL |  |
| ---- | ----- | ----- | ----- | ----- | ----- | ----- | -------- | ----- | ---- | ----- | ---- | --- | ------- | - | -- | -- |  |
| Data | 1976  | 37,72 | 28,34 | 15,72 | 1,51  | 0,58  |          |       |      |       |      |     |         |   |    |    |  |
| 1979 | AD    | 26,12 | AD    | APU   | 1,40  | 59,91 | 3,24     |       |      |       |      |     |         |   |    |    |  |
| 1980 | AD    | FRS   | AD    | APU   | 0,62  | 62,70 | 2,90     | 24,42 |      |       |      |     |         |   |    |    |  |
| 1983 | 51,17 | 29,77 | 7,24  | APU   | 0,55  |       | 3,26     |       |      |       |      |     |         |   |    |    |  |
| 1985 | 49,26 | 19,99 | 7,33  | APU   | 0,78  | 3,93  | 11,53    |       |      |       |      |     |         |   |    |    |  |
| 1987 | 67,04 | 19,27 | 3,20  | CDU   | 0,30  | 2,03  | 1,74     |       |      |       |      |     |         |   |    |    |  |
| 1991 | 68,71 | 20,92 | 2,88  | CDU   |       | 1,70  | 0,48     | 1,17  |      |       |      |     |         |   |    |    |  |
| 1995 | 44,91 | 41,43 | 6,60  | CDU   | 0,51  | 1,56  |          | 0,39  |      |       |      |     |         |   |    |    |  |
| 1999 | 41,57 | 46,22 | 6,61  | CDU   |       | 1,48  | 0,29     | 0,57  |      |       |      |     |         |   |    |    |  |
| 2002 | 43,65 | 45,07 | 6,16  | CDU   | 1,23  |       | 0,51     |       |      |       |      |     |         |   |    |    |  |
| 2005 | 34,51 | 53,37 | 4,07  | CDU   | 1,79  | 1,40  |          |       |      |       |      |     |         |   |    |    |  |
| 2009 | 29,38 | 50,22 | 8,96  | CDU   | 2,82  | 3,77  |          |       |      |       |      |     |         |   |    |    |  |
| 2011 | 44,75 | 37,19 | 8,11  | CDU   | 2,57  | 1,48  | 0,53     |       |      |       |      |     |         |   |    |    |  |
| 2015 | CDS   | 41,62 | PSD   | CDU   | 3,15  | 3,69  | 0,45     | 44,57 | 0,17 |       |      |     |         |   |    |    |  |
| 2019 | 33,34 | 46,06 | 5,13  | CDU   | 1,17  | 5,43  | 1,30     |       | 0,22 | 0,54  | 0,33 |     |         |   |    |    |  |
| 2022 | 39,80 | 47,35 | 0,98  | CDU   | 0,87  | 1,16  | 0,39     | 0,33  | 4,91 | 1,24  |      |     |         |   |    |    |  |
| 2024 | AD    | 35,23 | AD    | CDU   | 38,73 | 1,18  | 2,27     | 0,80  | 0,89 | 13,10 | 1,55 |     |         |   |    |    |  |

## Gastronomia
- Cavaca, cereja, cabrito e anho assado, entre outros.

## Locais de interesse
- Caldas de Aregos
- Monte de São Cristóvão
- Penedo de São João